# Gli anni più belli
Gli anni più belli es una película italiana de 2020, escrita y dirigida por Gabriele Muccino, con música de Nicola Piovani.
La película, que originalmente se llamaría I migliori anni (en español: Los mejores años), se rodó entre Cinecittà, Roma, Nápoles y Ronciglione.

## Sinopsis
La película sigue la historia de cuatro amigos de su adolescencia. Durante 40 años, de 1980 a 2020, se cuentan sus aspiraciones, sus éxitos y sus fracasos, en paralelo con los cambios que ocurren en Italia y en el mundo, así como en la vida de los italianos.

## Reparto
- Pierfrancesco Favino  como Giulio.
- Micaela Ramazzotti como Gemma.
- Kim Rossi Stuart como Paolo.
- Claudio Santamaria como Riccardo.
- Nicoletta Romanoff como Margherita.
- Emma Marrone como Anna.
- Alma Noce como Gemma adolescente.
- Francesco Centorame como Giulio adolescente.
- Andrea Pittorino como Paolo adolescente.
- Matteo De Buono como Riccardo adolescente.
- Mariano Rigillo como Avvocato Nobili.
- Francesco Acquaroli como On. Sergio Angelucci.
- Paola Sotgiu como Madre di Paolo.
- Fabrizio Nardi como Oreste.
- Gennaro Apicella como Nunzio.
- Elisa Visari como Sveva adolescente.
- Ilan Muccino como Leonardo.
- Massimiliano Cardia como Sfasciacarrozze.
- Titti Nuzzolese como Zia Ivana.
- Ilir Jacellari como Capo Magazziniere.
- Marco Pancrazi como Ragazzo Vespa 2.
- Azzurra Rocchi como Madre Gemma.
- Antonella Valitutti como Luciana madre de Anna.